# L'uomo che sorride
L'uomo che sorride è un film del 1936 diretto da Mario Mattoli.

## Trama
Ercole Piazza, un ricco vedovo, cerca in tutti i modi di trovare un marito alla bisbetica figlia Adriana per poter vivere liberamente. L'unico disposto ad accettare la mano della capricciosa ragazza è il sorridente e paziente Pio.

## Produzione
Il film è stato realizzato negli stabilimenti Pisorno-Tirrenia.